# Шиповник каролинский
Шипо́вник кароли́нский (лат. Rósa carolína) — кустарник; вид рода Шиповник семейства Розовые.

## Синонимы
- Rosa humilis Marshall
- Rosa palmeri Rydb.

## Ботаническое описание

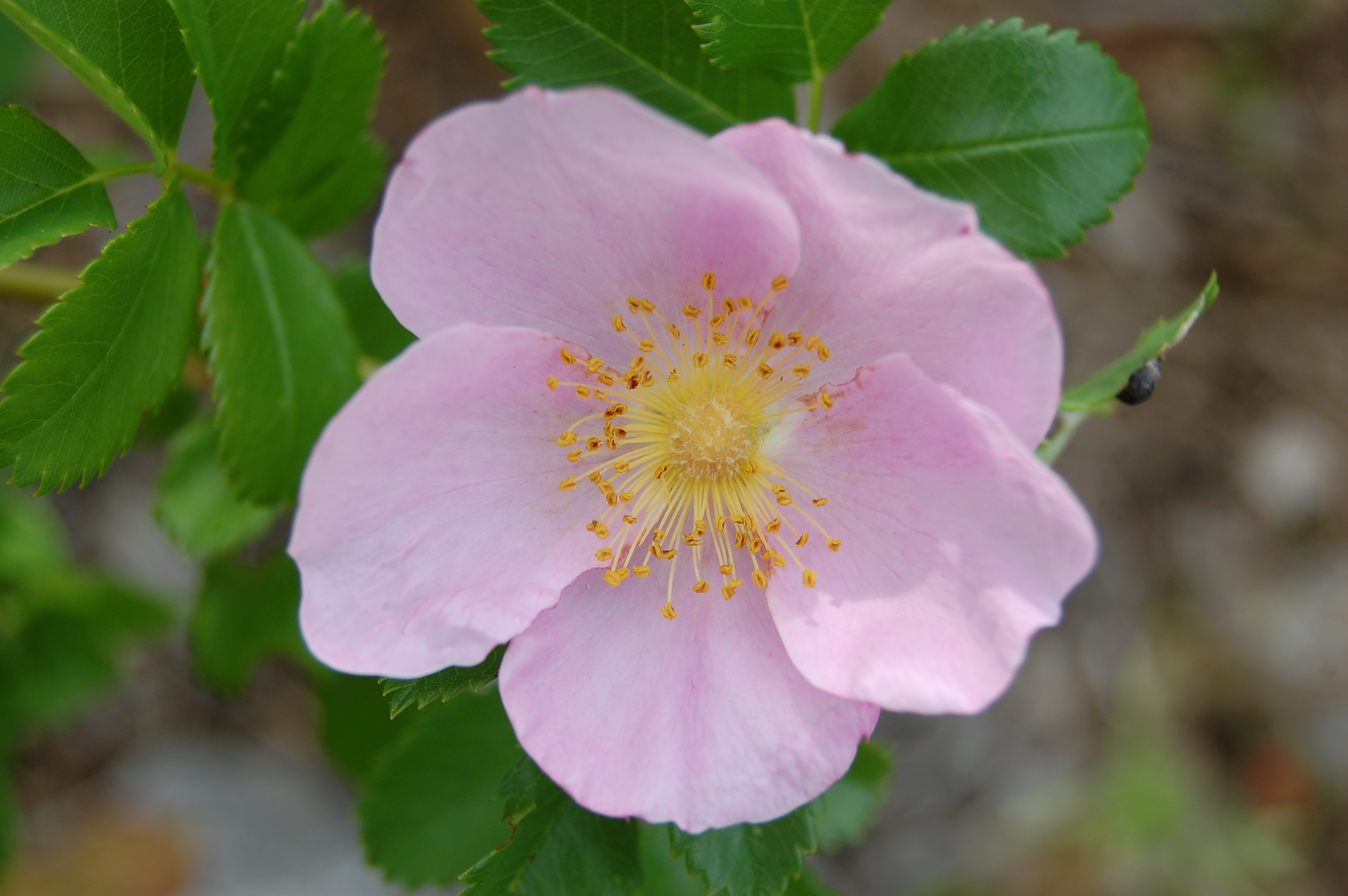
Цветок

Стебли растения имеют прямые игольчатые шипы, которые отличают его от таких очень похожих на него видов, как Rosa palustris и Rosa virginiana, имеющих изогнутые шипы.
Ароматные цветки растения появляются в начале лета. Цветки имеют светло-розовый цвет.

## Распространение
Шиповник каролинский родом из восточной части Северной Америки, где он встречается почти во всех штатах США и в канадских провинциях к востоку от Великих Равнин.